# Seiko Clips2 1992 Nouvelle Vague
『Seiko Clips2 1992 Nouvelle Vague』（セイコ クリップス ツー 1992 ヌーヴェル ヴァーグ）は、松田聖子のミュージック・ビデオ集。1992年6月1日発売。発売元はSony Records。

## 解説
松田2作目のミュージック・ビデオ集で、同年発売アルバム『1992 Nouvelle Vague』収録曲のミュージック・ビデオを収録。

## 収録曲
1. Opening
2. I Want You So Bad!
3. きっと、また逢える…
4. Believe In Love
5. 1992 ヌーベルヴァーグ
6. Ending